# Jacek Protasiewicz

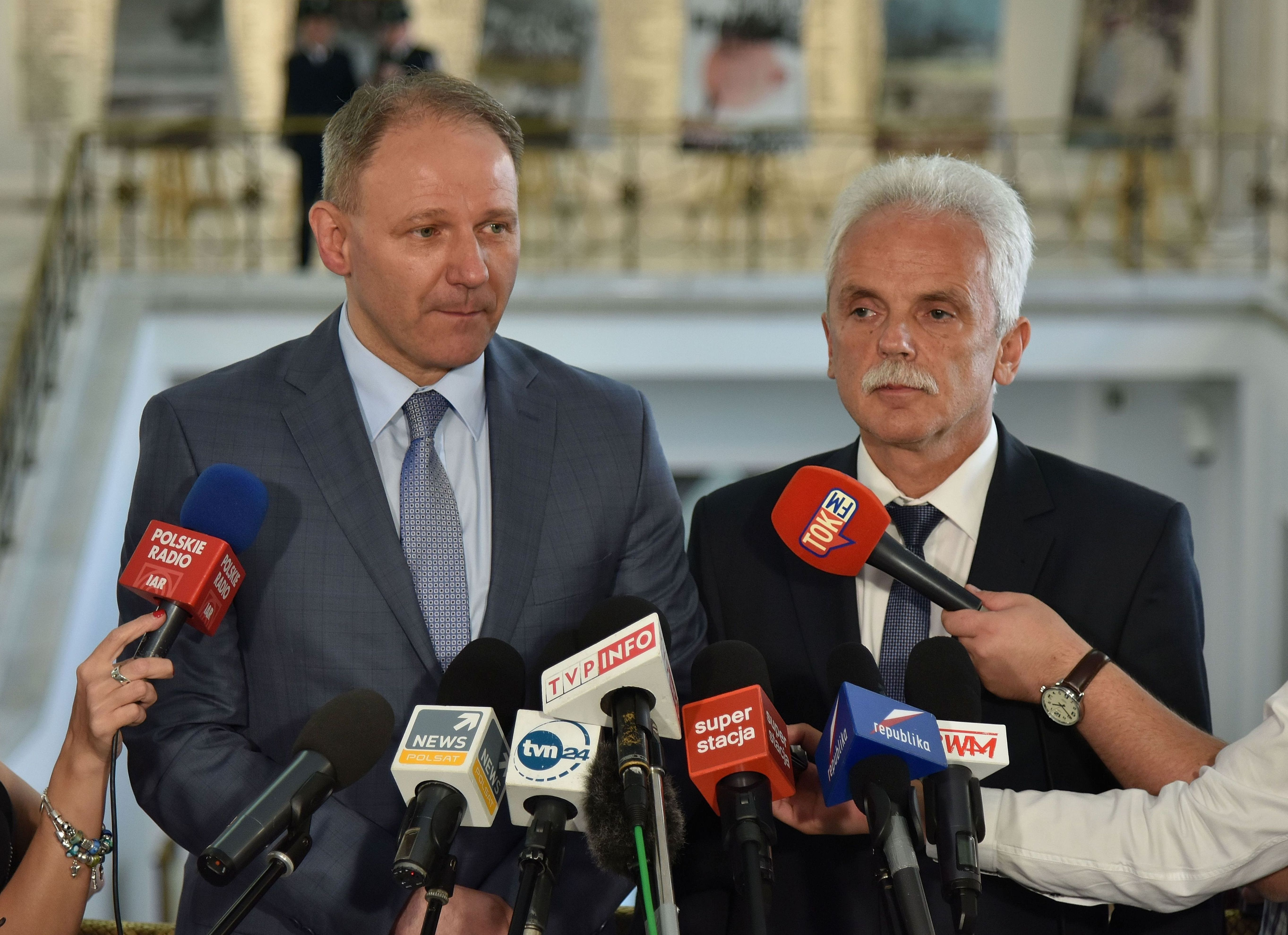
Jacek Protasiewicz i Stanisław Huskowski podczas konferencji prasowej w Sejmie (2016)

Jacek Protasiewicz (ur. 5 czerwca 1967 w Brzegu) – polski polityk i polonista, poseł na Sejm IV, VIII i IX kadencji, w latach 2004–2014 poseł do Parlamentu Europejskiego V, VI i VII kadencji, a w latach 2012–2014 jego wiceprzewodniczący, w 2024 wicewojewoda dolnośląski.

## Życiorys
Syn Henryka i Marii. Z wykształcenia polonista, ukończył studia na Uniwersytecie Wrocławskim, na którym w latach 1989–1991 był przewodniczącym uczelnianej komórki Niezależnego Zrzeszenia Studentów. Należał do założycieli Kongresu Liberalno-Demokratycznego w województwie wrocławskim, był przewodniczącym tej partii we Wrocławiu. W 1994 kierował kampanią koalicji „Wrocław 2000”, której lider Bogdan Zdrojewski został po wygranych wyborach po raz drugi prezydentem Wrocławia.
Od 1994 należał do Unii Wolności, w 2001 przystąpił do Platformy Obywatelskiej. Kierował strukturami PO w powiecie wrocławskim. Od 1998 do 2001 zasiadał w sejmiku dolnośląskim I kadencji.
W wyborach parlamentarnych w 2001 z listy PO uzyskał mandat posła na Sejm w okręgu wrocławskim. Od maja do lipca 2004 był eurodeputowanym V kadencji w ramach delegacji krajowej. W wyborach w 2004 został wybrany na posła do Parlamentu Europejskiego VI kadencji z ramienia PO z okręgu dolnośląsko-opolskiego. Przystąpił do grupy Europejskiej Partii Ludowej i Europejskich Demokratów. Był szefem sztabu wyborczego Donalda Tuska podczas wyborów prezydenckich w 2005.
W wyborach europejskich w 2009 skutecznie ubiegał się o reelekcję w wyborach do PE. Został też członkiem rady Kolegium Europy Wschodniej im. Jana Nowaka-Jeziorańskiego. Od grudnia 2010 do czerwca 2012 był p.o. przewodniczącego PO w województwie dolnośląskim. Był szefem sztabu PO w wyborach parlamentarnych w 2011. W styczniu 2012 został wybrany na wiceprzewodniczącego Parlamentu Europejskiego, pełnił tę funkcję do końca VII kadencji. W październiku 2013 został przewodniczącym PO na Dolnym Śląsku. W 2014 zrezygnował z ubiegania się o europarlamentarną reelekcję po budzącym kontrowersje incydencie na lotnisku we Frankfurcie nad Menem z jego udziałem (konflikcie z niemieckimi funkcjonariuszami). W 2015 został szefem biura krajowego PO.
W wyborach parlamentarnych w tym samym roku wystartował do Sejmu z listy PO w okręgu wrocławskim. Został wybrany na posła VIII kadencji, otrzymując 29 922 głosy. W marcu 2016 odwołany z funkcji przewodniczącego PO w województwie dolnośląskim, a w lipcu tego samego roku wykluczono go z partii. We wrześniu 2016 został przewodniczącym nowo powołanego koła poselskiego Europejscy Demokraci. W następnym miesiącu założył stowarzyszenie o tej samej nazwie (także stanął na jego czele). W listopadzie 2016, w wyniku połączenia jego struktur z Partią Demokratyczną, został członkiem Unii Europejskich Demokratów (był jej pierwszym wiceprzewodniczącym, do 2024 zasiadał w zarządzie partii). W lutym 2018, w wyniku rozwiązania koła poselskiego UED i współtworzenia przez jej posłów wspólnego klubu z Polskim Stronnictwem Ludowym, został wiceprzewodniczącym tego klubu poselskiego. W grudniu 2018 przyłączył się (w wyniku porozumienia trzech partii) do posłów Nowoczesnej, umożliwiając reaktywację klubu poselskiego tego ugrupowania. W czerwcu 2019 powrócił do klubu PSL-UED w związku z połączeniem się klubu Nowoczesnej z klubem PO-KO.
W wyborach w tym samym roku otrzymał pierwsze miejsce na liście kandydatów PSL do Sejmu w okręgu wrocławskim (w ramach inicjatywy Koalicja Polska, w skład której weszła UED). Uzyskał poselską reelekcję, otrzymując 17 618 głosów. Został wiceprzewodniczącym klubu parlamentarnego Koalicji Polskiej. W 2023 nie został wybrany na kolejną kadencję, kandydując z ramienia koalicji Trzecia Droga (otrzymał 16 684 głosy). W styczniu 2024 został powołany na stanowisko drugiego wicewojewody dolnośląskiego. W wyborach w tym samym roku bez powodzenia ubiegał się o mandat radnego sejmiku. 15 kwietnia 2024 został odwołany z urzędu wicewojewody. Było to reakcją na serię obraźliwych wpisów opublikowanych przez niego na portalu X, od których odcięło się koalicyjne PSL, określając je jako niestosowne. Jacek Protasiewicz opublikował przeprosiny, tłumacząc swoje zachowanie problemami zdrowotnymi.

## Wyniki w wyborach ogólnopolskich
| Wybory | Komitet wyborczy                  | Komitet wyborczy           | Organ            | Okręg            | Wynik          |
| ------ | --------------------------------- | -------------------------- | ---------------- | ---------------- | -------------- |
| 2001   |                                   | Platforma Obywatelska      | Sejm IV kadencji | nr 3             | 3035 (0,72%)   |
| 2004   | Parlament Europejski VI kadencji  | Platforma Obywatelska      | nr 12            | 92 770 (15,68%)  |                |
| 2009   | Parlament Europejski VII kadencji | Platforma Obywatelska      | nr 12            | 164 898 (23,26%) |                |
| 2015   | Sejm VIII kadencji                | Platforma Obywatelska      | nr 3             | 29 922 (5,72%)   |                |
| 2019   |                                   | Polskie Stronnictwo Ludowe | nr 3             | Sejm IX kadencji | 17 618 (2,69%) |
| 2023   |                                   | Trzecia Droga              | nr 3             | Sejm X kadencji  | 16 684 (2,15%) |

## Życie prywatne
Jego żoną była Patrycja Matusz, z którą ma syna Piotra. W 2019 małżeństwo zakończyło się rozwodem. Później jego partnerką została działaczka polityczna Daria Brzezicka.